# Invasió de Bahía de Cochinos
La invasió de Bahía de Cochinos (coneguda també com a invasió de Playa Girón) és el nom amb què es coneix l'intent frustrat d'invasió de l'illa de Cuba per part d'un grup d'exiliats cubans armats, l'abril de 1961, amb l'objectiu d'enderrocar el govern cubà de Fidel Castro. L'operació comptava amb el suport logístic i el finançament dels Estats Units.

## Els precedents
Els Estats Units havien exercit sempre una forta influència sobre Cuba. La seva intervenció en la Guerra de Cuba va ser determinant perquè l'illa s'independitzés d'Espanya, el 10 de desembre de 1898 i, malgrat l'administració estatunidenca va concedir-li la independència definitiva el 20 de maig de 1902, va seguir intervenint molt directament en les afers del país caribeny.
La tensió entre els governs de Washington i l'Havana, però, havia augmentat des que la Revolució cubana, liderada per Castro, va enderrocar la dictadura del general Fulgencio Batista, l'1 de gener de 1959. El govern estatunidenc, que sempre havia donat suport al règim de Batista, no va tolerar, en plena Guerra Freda, el gir socialitzant que Castro semblava donar a la revolució ni els suports que aquesta rebia de la Unió Soviètica.
Per tot plegat hom considerava la revolució cubana una seriosa amenaça, no només pel fet de tenir tan a prop un règim potencialment aliat de la Unió Soviètica, sinó perquè podia esdevenir també una font d'inspiració de noves revolucions que podrien estendre el comunisme per Llatinoamèrica.
Les relacions entre els dos països aviat van tensar-se: Cuba va nacionalitzar totes les possessions que les empreses estatunidenques tenien al país. En resposta, els EUA deixaren de comprar sucre a Cuba, que començà a ser comprat per l'URSS. El president Eisenhower no va trigar a ordenar el finançament d'organitzacions paramilitars, tant de dins com de fora de l'illa, amb l'objectiu de desestabilitzar o derrocar el règim cubà. Els dos països acabarien per trencar qualsevol classe de relacions.
Així les coses, les administracions d'Eisenhower i Kennedy van fer mans i mànigues per capgirar la situació i retornar l'statu quo anterior. És en aquest context que cal situar l'intent d'invasió de l'illa. Tanmateix, l'operació fracassà de forma estrepitosa i deixà en evidència el govern de Kennedy d'una manera humiliant.

## Els preparatius
Els serveis secrets nord-americans, la CIA, van reclutar voluntaris entre els exiliats cubans establerts als Estats Units que van ser entrenats a campaments, principalment de Guatemala, però també de Puerto Rico i Nicaragua. Aquests 1.500 homes van formar l'anomenada Brigada 2506 i van rebre instrucció com a artillers, paracaigudistes, pilots d'avions, etc.
Per a l'operació es va aconseguir una petita flota de vaixells i avions servits per l'exèrcit nord-americà. En total, la brigada disposava de vuit avions de transport C-46; sis avions de transport C-54; setze bombarders Douglas A-26 Invader; vuit vaixells i set barcasses per al desembarcament; cinc tancs M-41; a banda d'un nombre indeterminat de camions, jeeps, canons i morters.
El pla ideat preveia el desembarcament, a la costa sud de Cuba, de forces arribades amb vaixell des de Nicaragua. Prèviament, els avions procedents de la base nicaragüenca de Puerto Cabezas anul·larien la força aèria cubana bombardejant els avions i les pistes dels aeroports. Durant el desembarcament diferents vols garantirien l'abastiment i la protecció de les forces invasores. Els paracaigudistes, per la seva banda, mirarien de controlar les carreteres. La infanteria i l'artilleria intentarien controlar la Península de Zapata, prop de la badia de Cochinos (des de Playa Larga a Playa Girón). Passats tres dies, s'hauria desplaçat, des de Miami (EUA), un govern provisional prèviament escollit que reclamaria formalment l'ajuda militar dels Estats Units.
La zona triada per al desembarcament era una zona pantanosa de difícil accés. Es buscava així una protecció natural davant l'escomesa defensiva de l'exèrcit cubà. A més a més, hom confiava que es produirien nombroses desercions al bàndol comunista, extrem que no es va acomplir.

## La invasió

### Dia 15 d'abril
Vuit avions bombardegen, per sorpresa, els aeroports militars de Ciudad Libertad, San Antonio de los Baños i Antonio Maceo de Santiago de Cuba, amb el resultat de cinc avions destruïts. Per la seva banda, les forces invasores van perdre tres bombarders. Aquest va ser, però, l'únic bombardeig que es va produir dels tres que estava previst de dur a terme.
En una acció estratègica perfectament planificada pels Estats Units amb la intenció d'ocultar la seva implicació en l'operació aèria, un dels avions de la Brigada 2506 es va dirigir després del bombardeig cap als EUA. Es va presentar com a desertor de l'exèrcit cubà, informà que ell i altres pilots havien sigut els autors de l'atac als aeroports i va demanar asil polític. Després d'aquest atac, Castro va mobilitzar les seves tropes davant d'una possible invasió. A més, va ordenar una batuda amb l'objectiu d'empresonar un gran nombre de potencials opositors al règim.

### Dia 17 d'abril
Després de dies de navegació, durant la matinada es produí el desembarcament a Playa Girón i Playa Larga de 1.200 membres de la Brigada 2506 que van trobar poca resistència. Hores després, un contingent de paracaigudistes va ser transportat terra endins a fi d'ampliar el perímetre d'invasió i controlar les tres carreteres que comunicaven la zona amb la resta de l'illa.
La defensa aèria cubana va reeixir en aquestes primeres hores d'abatre set avions i deixar fora de combat els vaixells Houston i Río Escondido prop de Playa Larga, amb la qual cosa es perdia l'armament destinat a les forces invasores de terra. Les tropes regulars del règim de Fidel Castro van arribar gradualment a la zona i van reforçar els milicians que fins llavors havien contingut l'atac. Al final del dia, els vaixells de la brigada assaltant es retiraven i quedava sense desembarcar bona part dels equips i la munició. Castro s'adonà de la importància d'atacar els vaixells a fi i efecte de tallar l'enviament de subministraments; i la Força Aèria Revolucionària cubana (FAR) va acomplir el seu objectiu.

### Dia 18 d'abril
En aquesta quarta jornada d'enfrontaments, les tropes atacants que controlaven les dues carreteres d'accés a Playa Girón es van veure obligades a retrocedir fins a la zona de San Blas. A Playa Larga les tropes assaltants, davant la seva compromesa situació, decidiren abandonar les seves posicions i dirigir-se a Playa Girón per a unir-se als altres membres de la brigada. L'exèrcit revolucionari aconseguia el control de Playa Larga.

### Dia 19 d'abril
Les forces assaltants han de retrocedir de San Blas a Playa Girón; els que queden es rendeixen a primeres hores del matí. A l'escassetat de municions s'uneix la falta de suport aeri, gràcies a l'efectivitat de les bateries de míssils i a la FAR. La negativa de Kennedy d'autoritzar una cobertura aèria va sentenciar els brigadistes. Finalment, els assaltants opten per fugir, uns cap a les barcasses, altres cap a les zones pantanoses. La majoria d'ells, però, són capturats. L'operació acaba amb la victòria de l'exèrcit cubà.

## Anàlisi del fracàs de la invasió
El fracàs de l'operació es traduí, al bàndol assaltant, en 114 baixes mortals i 1.189 presoners, que en poc temps van ser jutjats per traïció i condemnats a trenta anys de presó. No obstant això, al cap de vint mesos de negociacions amb els Estats Units, Cuba accedí a canviar-los per 53 milions de dòlars en aliments i medecines. A la fi de 1962 van arribar als EUA, on van ser rebuts i homenatjats pel president Kennedy. Les files cubanes van patir, per la seva banda, unes 150 baixes.
Amb posterioritat als esdeveniments, la CIA va confeccionar un informe intern on mirava d'analitzar quins errors havien comès els serveis secrets estatunidencs i altres analistes nord-americans que els havien assessorat:
- El govern americà va creure que, en cas que les tropes assaltants perdessin la batalla a camp obert, aquestes es podrien retirar a les muntanyes i iniciar una guerra de guerrilles –a l'estil de la que l'any 1959 havia permès els revolucionaris cubans enderrocar la dictadura de Batista–. Tanmateix les zones muntanyoses de l'illa eren lluny d'on havien desembarcat que, a més a més, era un lloc pla i pantanós, circumstància que en facilità la seva neutralització.
- Els nord-americans van creure, erròniament, que la seva implicació seria fàcilment dissimulada.
- Alhora, pensaven que els cubans respondrien positivament a la possibilitat de ser alliberats de Castro i es revoltarien contra el règim i a favor dels invasors. No obstant això, la població recolzà en aquell moment la revolució i foragità els invasors. L'error ragué en el fet que la CIA tenia una presència molt migrada dins l'illa, raó per la qual aquesta creença provenia, sobretot, dels sectors exiliats i detractors del règim castrista que van palesar una visió molt esbiaixada de la realitat. Nogensmenys, l'agent de la CIA, E. Howard Hunt, que havia estat en contacte amb els cubans abans de la invasió, va declarar posteriorment en una entrevista a la CNN que «…tot el que vaig poder trobar va ser un gran entusiasme cap a Fidel Castro».[3]

Cal afegir, igualment, que l'indret escollit per al desembarcament (Playa Girón) no reunia les millors condicions tècniques. A la vora de la platja s'hi troben abundants coralls que no deixaven acostar els vaixells i les barques de desembarcament de manera fluida a la platja. La zona on es van desenvolupar els combats (Ciénaga de Zapata) és pantanosa i hi viu una espècie de cocodril autòcton de l'illa (Crocodylus rhombifer) que també neda en aigua salada. Els milicians invasors, en molts casos, eren presa fàcil d'aquests ferotges animals.

## Conseqüències
La victòria va reforçar la imatge de Fidel Castro i de la revolució socialista; en canvi, per als Estats Units va significar una dura humiliació. Després d'analitzar els motius de la derrota, vers la fi de 1961 el president Kennedy posà el seu germà Robert F. Kennedy al capdavant de l'anomenada Operació Mangosta l'objectiu de la qual era promoure sabotatges i actes terroristes que haurien de desembocar en un alçament intern a l'illa i el consegüent enderrocament del règim amb l'ajut, si calia, d'una segona invasió, però aquesta vegada amb la participació directa dels EUA.
Amb tot, un fet de vital importància va frustrar els objectius de l'operació: la Crisi dels míssils de Cuba. Després de la invasió frustrada de Bahía de Cochinos, la Cuba castrista buscà l'aixopluc de l'URSS que la tardor de 1962 instal·là a l'illa míssils nuclears apuntant els Estats Units. Amb aquesta acció, la tensió entre les dues superpotències va acostar la possibilitat d'una guerra nuclear. Finalment, però, Kennedy i el president soviètic, Nikita Khrusxov, signaren un pacte en virtut del qual els soviètics es comprometien a desmantellar els míssils i els estatunidencs a no envair l'illa.